# Шванхајм (Палатинат)
Шванхајм (њем. Schwanheim) општина је у њемачкој савезној држави Рајна-Палатинат. Једно је од 84 општинска средишта округа Југозападни Палатинат. Према процјени из 2010. у општини је живјело 595 становника. Посједује регионалну шифру (AGS) 7340047.

## Географски и демографски подаци
Шванхајм се налази у савезној држави Рајна-Палатинат у округу Југозападни Палатинат. Општина се налази на надморској висини од 237 метара. Површина општине износи 7,0 km². У самом мјесту је, према процјени из 2010. године, живјело 595 становника. Просјечна густина становништва износи 85 становника/km².